# Palacio Ducal de Béjar
Al palacio ducal de Béjar (también conocido como palacio de Béjar o palacio de los duques de Béjar) es un edificio de España localizado en el municipio de Béjar, perteneciente a la provincia de Salamanca, en la comunidad autónoma de Castilla y León. Fue declarado monumento histórico artístico nacional —equivalente a la figura de Bien de Interés Cultural— el 3 de junio de 1931 (la declaración se publicó el día siguiente en la Gaceta de Madrid).
La construcción original que se asentaba en el emplazamiento del palacio fue un castillo de planta rectangular con torres en los vértices que se debió edificar en el mismo momento que las murallas de la ciudad, con la repoblación cristiana de la ciudad. El aspecto actual del palacio se debe a Francisco de Zúñiga y Sotomayor, duque de Béjar y  duque de Plasencia, que lo construyó en la misma época que el jardín renacentista de El Bosque (siglo XVI). Una de las torres fue destruida en el siglo XVIII, debido a un incendio provocado por un rayo.